# 名模大間諜2
《名模大間諜2》（英語：Zoolander 2，又記作和）是一部2016年美國喜劇片，由班·史提勒執導，賈斯汀·賽理斯編劇。本片為2001年電影《名模大間諜》的續集。電影主演包括史提勒、歐文·威爾森、潘妮洛普·克魯茲、威爾·法洛和克莉絲汀·薇格。由派拉蒙影業負責發行，美國於2016年2月12日上映。

## 劇情
故事敘述繼前集的15年後，過著穩居生活的祖蘭德和韓賽爾受邀至羅馬參與一場時尚盛會，但卻發現和其他頂尖設計師比起來自己明顯過了氣。兩位前男模決定努力東山再起時，一個會對時尚圈造成威脅的邪惡的份子也在醞釀陰謀....。

## 演員
- 班·史提勒 飾 德瑞克·祖蘭德（Derek Zoolander）[2]
- 歐文·威爾森 飾 韓賽爾·麥當勞（Hansel McDonald）[2]
- 潘妮洛普·克魯茲 飾 瓦倫汀娜（Valentina）[3]
- 克莉絲汀·泰勒 飾 瑪蒂達·傑佛瑞（Matilda Jeffries）[4]
- 克莉絲汀·薇格 飾 亞歷克薩妮婭·阿托茲（Alexanya Atoz）[5]
- 威爾·法洛 飾 雅可布·穆加圖（Jacobim Mugatu）[6]
- 賽勒斯·阿諾 飾 小德瑞克·祖蘭德（Derek Zoolander Jr.）[7]
- 米拉·乔沃维奇 飾 卡廷卡（Katinka Ingabogovinanana）
- 比利·贊恩 飾 他自己[8]
- 弗萊德·阿米森 飾 墨西哥藝術家[9]
- 凱爾·穆尼 飾 布萊德·威可（Brad Wincon）[10]
- 史汀  飾 他自己
- 貝克·班尼特 飾 傑夫·米勒（Geoff Mille）[11]
- 內森·李·格雷厄姆 飾 陶德（Todd）[12]
- 愛莉安娜·格蘭德 飾 Latex BDSM
- 娜歐蜜·坎貝兒 飾 她自己
- 基佛·蘇德蘭 飾 他自己（韓賽爾之情人）
- 班奈狄克·康柏拜區 飾 全部（All）[13]
- 路易斯·漢米爾頓 飾 他自己[14]

### 客串
- 麥莉·希拉 飾 她自己
- Skrillex  飾 他自己
- 黛咪·洛瓦特 飾 她自己
- 姬蒂·佩芮 飾 她自己
- 蘇珊·波伊爾 飾 她自己
- 亞瑟小子 飾 他自己
- 布鲁斯·斯普林斯廷 飾 他自己
- 藍尼·克羅維茲 飾 他自己
- 約翰·馬克維奇 飾 他自己
- 王大仁 飾 他自己
- 安娜·溫特 飾 她自己
- 湯米·希爾費格 飾 他自己
- 馬克·雅各布斯 飾 他自己
- 麥考利·克金 飾 他自己
- 喬·強納斯 飾 他自己
- 米卡 飾 理髮師[15]
- 侯梦蝶 飾 性感女郎
- 小賈斯汀 飾 他自己[16]
- 尼爾·德葛拉司·泰森  飾 他自己

- 亞莉安娜·格蘭德  飾 他自己
- 亞歷山大·史柯斯嘉 飾 亞當

## 製作
電影正式於2015年4月7日開拍，直到同年7月13日結束。主要於義大利羅馬的奇尼奇塔地區製片廠進行。

## 評價
爛番茄新鮮度24%，基於188條評論，平均分為4.5/10，而在Metacritic上得到34分，IMDB上得4.9分，評價負面居多。

## 外部連結
- 官方网站
- 互联网电影数据库（IMDb）上《名模大間諜2》的资料（英文）
- 爛番茄上《名模大間諜2》的資料（英文）
- Metacritic上《名模大間諜2》的資料（英文）
- Box Office Mojo上《名模大間諜2》的資料（英文）